# Timber Timbre

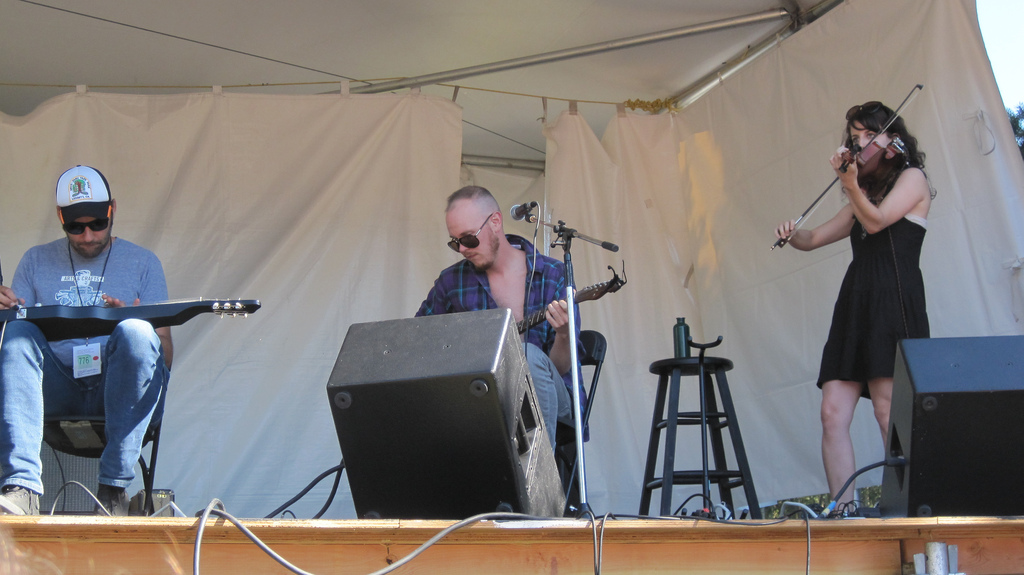
Timber Timbre на фестивале Vancouver Folk Music Festival

Timber Timbre («Тимбер Тембер») — канадский фолк-проект, сформированный в 2005 году. В состав входят (2019) четверо музыкантов (поровну из Монреаля и Торонто).
Участники группы рассказывают, что, когда группа только собралась вместе, первым местом репетиций была сторожка в лесу, практически дровяной сарай — отсюда и первое слово в названии, timber (древесина); о втором слове, timbre, создатели группы умалчивают, но оно похоже на слегка изменённое tembre, "тембр" по-французски. 
Первые два диска группа выпустила самостоятельно, а в январе 2009 года вышел эпонимический альбом на лейбле Out of This Spark. 
Позже трио подписало контракт с компанией Arts & Crafts, которая переиздала этот альбом 30 июня в Канаде и 28 июля во всём мире. Он попал в лонг-лист номинантов на премию Polaris Music Prize и был назван альбомом года в газете Eye Weekly.
Четвёртый студийный альбом коллектива Creep On Creepin’ On (2011) занял 20-е место в канадском хит-параде и на этот раз попал в шорт-лист Polaris.

## Состав
- Тейлор Керк (Taylor Kirk) — вокал, гитара, баритон-гитара, бас-гитара, клавишные, ударные, лупы
- Саймон Троттье (Simon Trottier) — автоарфа, лэп-стил, электрогитара, баритон-гитара, перкуссия, лупы, семплер
- Матье Шарбонно (клавишные);
- Бакки Уитон (барабаны).

бывшие
- Мика Позен (Mika Posen) — скрипка, альт, клавишные, перкуссия, лупы

## Дискография
- 2006 — Cedar Shakes
- 2007 — Medicinals
- 2009 — Timber Timbre
- 2011 — Creep On Creepin’ On
- 2014 — Hot Dreams
- 2017 — Sincerely, Future Pollution